# Javier Ísmodes Talavera
Javier Enrique Ísmodes Talavera es un político y abogado peruano. Fue candidato a la presidencia regional de Arequipa, en la que quedó en segundo lugar, luego de disputar la segunda vuelta electoral presidencial en las elecciones regionales de 2014 y en las del 2018.

## Biografía
Javier Ísmodes nació en Arequipa, Perú, siendo hijo de Carlos Ísmodes y Yolanda Talavera. Hizo sus estudios primarios en el CE. 40039 en el distrito de Yanahuara y secundarios en el Colegio San José en el distrito de Arequipa, posteriormente, culminó sus estudios de Derecho en la Universidad Nacional de San Agustín. Es magíster en Derecho Empresarial por la Universidad de Lima y actualmente cursa estudios de doctorado en Economía de la Empresa.
En 2006 postuló a las elecciones municipales para la alcaldía municipal de Arequipa con el movimiento regional Concertación en Pro de una Misión Sostenible, ocupando el noveno lugar. En 2010 postuló a las elecciones regionales para la presidencia regional de Arequipa con el movimiento regional Juntos por el Sur, ocupando el cuarto lugar. En 2014 postuló a las elecciones regionales para la presidencia regional de Arequipa con el movimiento regional Arequipa Renace. En la primera vuelta, celebrada el 5 de octubre quedó en el primer lugar de las preferencias electorales, delante de la candidata Yamila Osorio. Al no haber alcanzado ninguno de los candidatos el 30% de los votos emitidos, Ísmodes y Osorio compitieron en la segunda vuelta por la presidencia regional. Los resultados de la segunda vuelta electoral fueron; Javier Ísmodes 49.44% (287,898 votos) y Yamila Osorio 51.449% (294,469 votos).
En las elecciones regionales del 2018 tentó nuevamente la presidencia regional de Arequipa perdiendo en segunda vuelta contra Elmer Cáceres Llica.